# Церковь Святого Георгия (Черкесск)
Церковь Святого Георгия (Гево́рга) (арм. Չերկեսսկի Սուրբ Գևորգ եկեղեցի) — храм Армянской Апостольской церкви в столице Карачаево-Черкесской Республики городе Черкесске.

## История
В 2005 году армянская община Черкесска выступила с инициативой строительства церкви. Разрешение от администрации было получено. Строительство храма было профинансировано на пожертвования местных армян. В строительстве церкви активное участие также принимали лидеры местной армянской общины — Василий Алавердов (председатель Общества «Масис» и член общественной палаты КЧР), Валерий Манасянц, Игорь Давыдов, Шурик Алавердов, Арсен Арутюнян, Николай Мурадов и Армен Алавердян, которые также проводили разнообразную деятельность, направленную на укрепление национального самосознания местного армянского населения.
Открытие церкви состоялось 18 июня 2008 года.